# Ножан-л’Арто
Ножан-л’Арто́ (фр. Nogent-l’Artaud) — коммуна во Франции, находится в регионе Пикардия. Департамент коммуны — Эна. Входит в состав кантона Эссом-сюр-Марн. Округ коммуны — Шато-Тьерри.
Код INSEE коммуны — 02555.

## Население
Население коммуны на 2010 год составляло 2137 человек.
| 1962 | 1968 | 1975 | 1982 | 1990 | 1999 | 2010 |
| ---- | ---- | ---- | ---- | ---- | ---- | ---- |
| 1187 | 1187 | 1270 | 1433 | 1852 | 2049 | 2137 |

## Экономика
В 2010 году среди 1306 человек трудоспособного возраста (15—64 лет) 983 были экономически активными, 323 — неактивными (показатель активности — 75,3 %, в 1999 году было 73,8 %). Из 983 активных жителей работали 845 человек (448 мужчин и 397 женщин), безработных было 138 (66 мужчин и 72 женщины). Среди 323 неактивных 106 человек были учениками или студентами, 108 — пенсионерами, 109 были неактивными по другим причинам.